# Contre-jour (film, 1998)
Pour les articles homonymes, voir Contre-jour.
Pour plus de détails, voir Fiche technique et Distribution.
Contre-jour (titre original : One True Thing) est un film américain réalisé par Carl Franklin, sorti sur les écrans en 1998.
Il s'agit d'une adaptation d'un roman d'Anna Quindlen.

## Synopsis
Ellen Gulden (Renée Zellweger) est une journaliste à l'essai pour l'hebdomadaire New York. De retour dans sa famille pour fêter l'anniversaire de son père George, elle apprend que sa mère, Kate (Meryl Streep) avec qui elle est en froid est atteinte d'un cancer. Son père lui demande de rester à la maison pour s'occuper de Kate, sachant que ce choix pourrait compromettre sa carrière.

## Fiche technique
- Titre : Contre-jour
- Titre original : One True Thing
- Réalisation : Carl Franklin
- Scénario : Karen Croner, d'après le roman d'Anna Quindlen
- Musique : Cliff Eidelman
- Pays :  États-Unis
- Genre : Drame
- Date de sortie en salles : 
  -  États-Unis : 18 septembre 1998
  -  France : 9 juin 1999

## Distribution
- Meryl Streep (VF : Évelyn Séléna)  : Kate Gulden
- Renée Zellweger (VF : Marie-Laure Dougnac) : Ellen Gulden
- William Hurt (VF : Féodor Atkine) : George Gulden
- Tom Everett Scott (VF : Didier Cherbuy) : Brian Gulden
- Diana Canova : Diana
- Julianne Nicholson : une étudiante
- Gerrit Graham (VF : François Jaubert) : Oliver Most
- Lauren Graham (VF : Nathalie Spitzer) : Jules
- Nicky Katt (VF : François Tavares) : Jordan Belzer
- James Eckhouse (VF : Gabriel Le Doze) : le procureur
- Marcia Jean Kurtz : Marcia

Sources et légende : Version française (V. F.) sur Voxofilm

## Récompenses et distinctions
- 1999 : Nomination à l'Oscar de la meilleure actrice pour Meryl Streep